# Neukirchen bei Sulzbach-Rosenberg
Pour les articles homonymes, voir Neukirchen.
Neukirchen bei Sulzbach-Rosenberg est une commune de Bavière (Allemagne), située dans l'arrondissement d'Amberg-Sulzbach, dans le district du Haut-Palatinat, 10 km à l'ouest de Sulzbach-Rosenberg et à 22 km au nord-ouest d'Amberg.
La commune est le siège de la communauté administrative de Neukirchen bei Sulzbach-Rosenberg qui regroupe les communes de Neukirchen bei Sulzbach-Rosenberg, Etzelwang et Weigendorf et qui comptait 5 556 habitants en 2006 pour une superficie de 80,02 km2.

Situation de Neukirchen bei Sulzbach-Rosenberg dans l'arrondissement d'Amberg-Sulzbach